# リケン
株式会社リケン（英: RIKEN CORPORATION ）は、東京都千代田区に本社を置く自動車や産業用機械の部品を製造するメーカーである。ピストンリング製造最大手。
日本国内において業界第2位のシェアを有しており、本田技研工業への販売に強みを持っていた。しかしながら2020年代に入ると電気自動車へのシフトが鮮明になり、近い将来、主力製品であるピストンリングの需要自体が消滅する危機に立たされた。
新たな収益源の育成が急務となる中で、2022年7月27日、業界第3位のライバルである日本ピストンリングとの間で経営統合をすることを発表している。

## 沿革
- 1926年（大正15年） - 財団法人理化学研究所（現在の国立研究開発法人理化学研究所）大河内研究室の工学博士・海老原敬吉により、シリンダ内壁に対し均一な圧力を及ぼすピストンリングの製造法が発明され、各国の特許を取得。
- 1927年（昭和2年） - 大河内正敏がピストンリングに関する研究成果の事業化を目的に理化学興業株式会社（後のリケン）を設立、同社は日本で初めて実用ピストンリングの製造を開始。その後も76におよぶ理研グループ（理研産業団）の会社を興し、理研産業団を新興財閥の一角を占めるまでに成長させる。
- 1932年（昭和7年） - 柏崎工場を建設。
- 1939年（昭和14年）- 熊谷工場を建設。
- 1949年（昭和24年） - 理研柏崎ピストンリング工業株式会社、理研工業株式会社より分離設立。
- 1950年（昭和25年） - 理研ピストンリング工業株式会社に改称。
- 1979年（昭和54年） - 株式会社リケンに改称。
- 1983年（昭和58年） - ユーロリケン社を設立。
- 1986年（昭和61年） - シュリラム ピストン&リング社を設立。シュリラム社と合弁。
- 1988年（昭和63年） - 大韓理研株式会社設立、韓国理研工業株式会社と合弁。
- 1989年 - 台湾理研が中国福建省厦門市に厦門理研を設立。アライドリング社設立。シールドパワー社（米国）と合弁。
- 1997年（平成9年） - ISO 9001認証取得（ピストンリング部門）アライドリング社、パートナーのシールドパワー社自動車部品事業部がデーナ社（米国）に買収。
- 1999年（平成11年） - 創立50周年を迎える。デーナアルバラス社（ブラジル）とVWブラジル社向けピストンリングで技術提携。
- 2000年（平成12年）- ISO9001認証取得（素形材部門、精機部品部門）。デーナ社（米国）とピストンリング事業のグローバル提携覚書調印。
- 2001年（平成13年） - ISO14001認証取得。
- 2003年（平成15年） - ISO9001:2000認証取得。フォード社Q1サプライヤー認証取得。シュリラム ピストン&リング社の出資比率を引き上げ、持分法を適用。
- 2004年（平成16年） - ISO/TS16949:2002認証取得。理研汽車配件（武漢）有限公司を設立。
- 2007年（平成19年）7月16日 - 柏崎工場が新潟県中越沖地震で被災、7月22日まで操業停止した。その影響を受け国内乗用車メーカー全8社が生産を一時停止、メーカー各社の技術者が操業再開の支援のために駆けつけるほどの影響があった。
- 2008年（平成20年） - 子会社大韓理研株式会社が、全株式の売却により連結会計年度末で連結の範囲から除外。
- 2009年（平成21年） - PT.RIKEN OF AISA（インドネシア・ジャカルタ）設立。アジアにおけるピストンリング等の販売。
- 2010年（平成22年） - 株式会社アール・ケー・イーで木質ペレット製造事業を開始。
- 2011年（平成23年） - 株式会社CKサンエツと配管機器事業に関する業務提携契約を締結 富山県高岡市に株式会社リケンCKJVを設立。
- 2012年（平成24年） - 北米及び中南米向けの自動車・産業機械部品供給拠点として、アグアスカリエンテス州（メキシコ）にリケンメキシコ社を設立。
- 2013年（平成25年） - ジョージフィッシャーオートモーティブ社（スイス）とSiboDur合金鋳鉄材料の製造・販売に関するライセンスおよび相互協力に関する契約を締結
- 2014年（平成26年） - 本社を千代田区三番町に移転。アムテックインディア社（インド）との合弁にて自動車用鋳造部品の製造・販売のため、アムテックリケン社を設立。
- 2015年（平成27年） - KSコルベンシュミット社（ドイツ）とグローバル業務提携。中国市場における樹脂製シールリングの製造・販売強化のため、理研密封件（武漢）有限公司を設立。アジアにおけるピストンリング等の販売強化のため、リケンセールスアンドトレーディング（タイ）社を設立。
- 2017年（平成29年） - ブラザー精密工業株式会社とカムシャフト事業に関する業務提携契約を締結。愛知県知立市に株式会社リケンブラザー精密工業を設立。
- 2018年（平成30年） - 田中精密工業株式会社と業務提携契約を締結。
- 2022年（令和4年）4月 - 東京証券取引所の市場区分の見直しにより、東京証券取引所の市場第一部からプライム市場に移行。
- 2023年（令和5年）10月 - 日本ピストンリングとの間で持ち株会社となるリケンNPR株式会社を設立、経営統合を実施[5]。

## 事業所
- 営業所

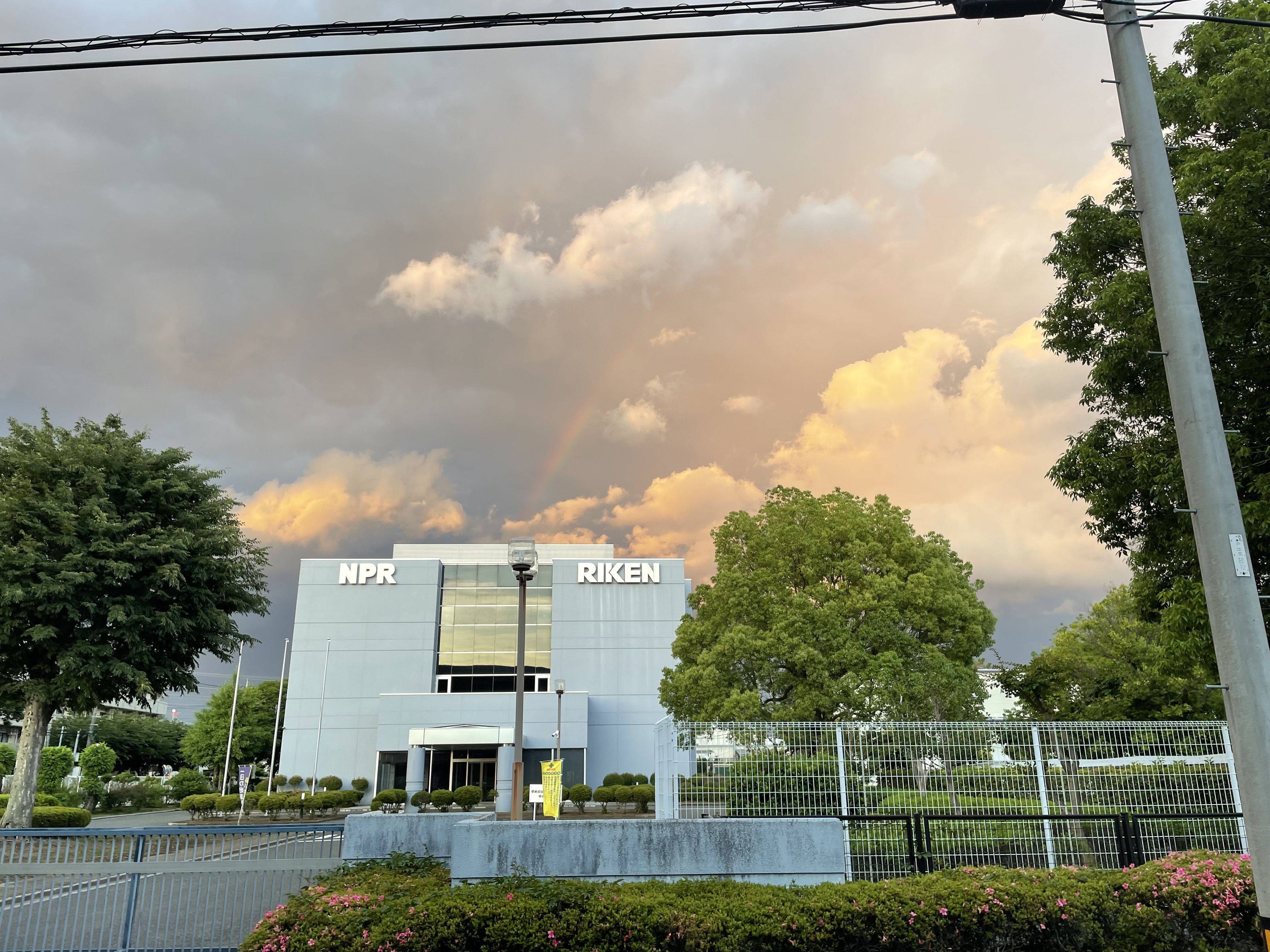
熊谷事業所敷地にあるリケン研究センター（2025年6月）

  - 札幌営業所 北海道札幌市白石区中央2条6-4-10
  - 仙台営業所 宮城県仙台市泉区泉中央4-1-5
  - 神奈川営業所 神奈川県厚木市中町3-3-9
  - 浜松営業所 静岡県浜松市中区鍛冶町319-28
  - 名古屋営業所 愛知県名古屋市中区錦1-13-26
  - 大阪営業所 大阪府大阪市中央区高麗橋4-1-1
  - 広島営業所 広島県広島市東区光町1-12-20
  - 福岡営業所 福岡県福岡市博多区博多駅前1-4-4
- 工場
  - 柏崎事業所
    - 柏崎工場 新潟県柏崎市北斗町1-37
    - 剣工場 新潟県柏崎市大字剣字下境井949-1

  - 熊谷事業所 埼玉県熊谷市末広4-14-1